# POLR2A
La sous-unité RPB1 de l'ARN polymérase II ADN-dépendante, également appelée RPB1, est la plus grosse sous-unité de l'ARN polymérase II, codée chez l'homme par le gène POLR2A; situé sur le chromosome 17. L'ARN polymérase II est l'ARN polymérase assurant la transcription de l'ADN en ARN messager chez les eucaryotes. Le domaine C-terminal porte une répétition de sept résidus d'acides aminés — Tyr–Ser–Pro–Thr–Ser–Pro–Ser — essentiels à l'activité polymérase. Les résidus de sérine et de thréonine sont phosphorylés pour activer l'enzyme. Avec d'autres sous-unités de la polymérase, cette sous-unité constitue le domaine de liaison à l'ADN du complexe enzymatique, qui forme un sillon au sein duquel l'ADN est transcrit en ARN.
Cette protéine possède deux activités enzymatiques, l'une dirigée par l'ADN, l'autre dirigée par l'ARN : 